# Phạm Quỳnh Giang
Phạm Quỳnh Giang (* 4. März 2002) ist eine vietnamesische Leichtathletin, die sich auf den Hochsprung spezialisiert hat.

## Sportliche Laufbahn
Erste Erfahrungen bei internationalen Wettbewerben sammelte Phạm Quỳnh Giang im Jahr 2022, als sie bei den Südostasienspielen in Hanoi mit übersprungenen 1,70 m die Bronzemedaille im Hochsprung hinter ihrer Landsfrau Phạm Thị Diễm und Michelle Sng aus Singapur gewann.
2021 wurde Phạm Quỳnh Giang vietnamesische Meisterin im Hochsprung.